# أنقولية أنيقة
أنقولية أنيقة (الاسم العلمي: Aquilegia elegantula) هي نوع من النباتات تتبع جنس الأنقولية من الفصيلة الحوذانية.